# Éfa
Éfa (éfá, efi; hebrejsky אֵיפָה) je stará izraelská jednotka objemu používaná pro sypké látky. Synonymem je bat (bath, בת), který se ale používal i pro tekutiny. Jejich hodnota je dnes odhadována na 36 litrů.
Ve Starém zákoně je jednotka zmiňována v knize Exodus 16,36 i v knize Rút 2,17 nebo třeba, s neobvyklou náplní, v Zacharjášovi (5,6). Ezechiel (Ez 45, 11, ČEP) píše:  "Éfa i bat ať mají stejnou míru, takže bat bude mít obsah desetiny chómeru, rovněž tak éfa. Obsah éfy se bude vyměřovat podle chómeru. (Ez 45: 11)